# Het Spiegel

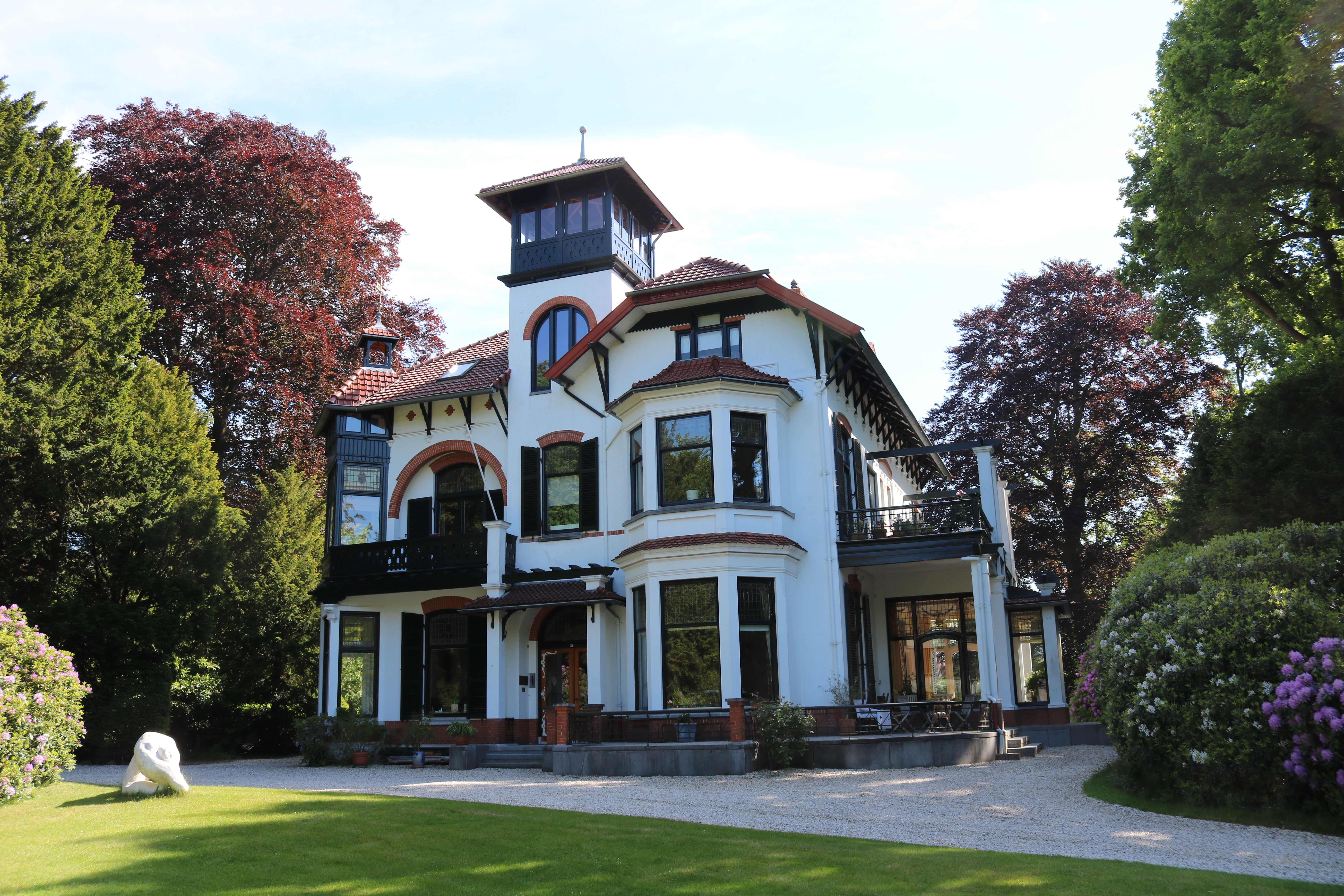
Rijksmonument villa Tindal uit ca. 1901

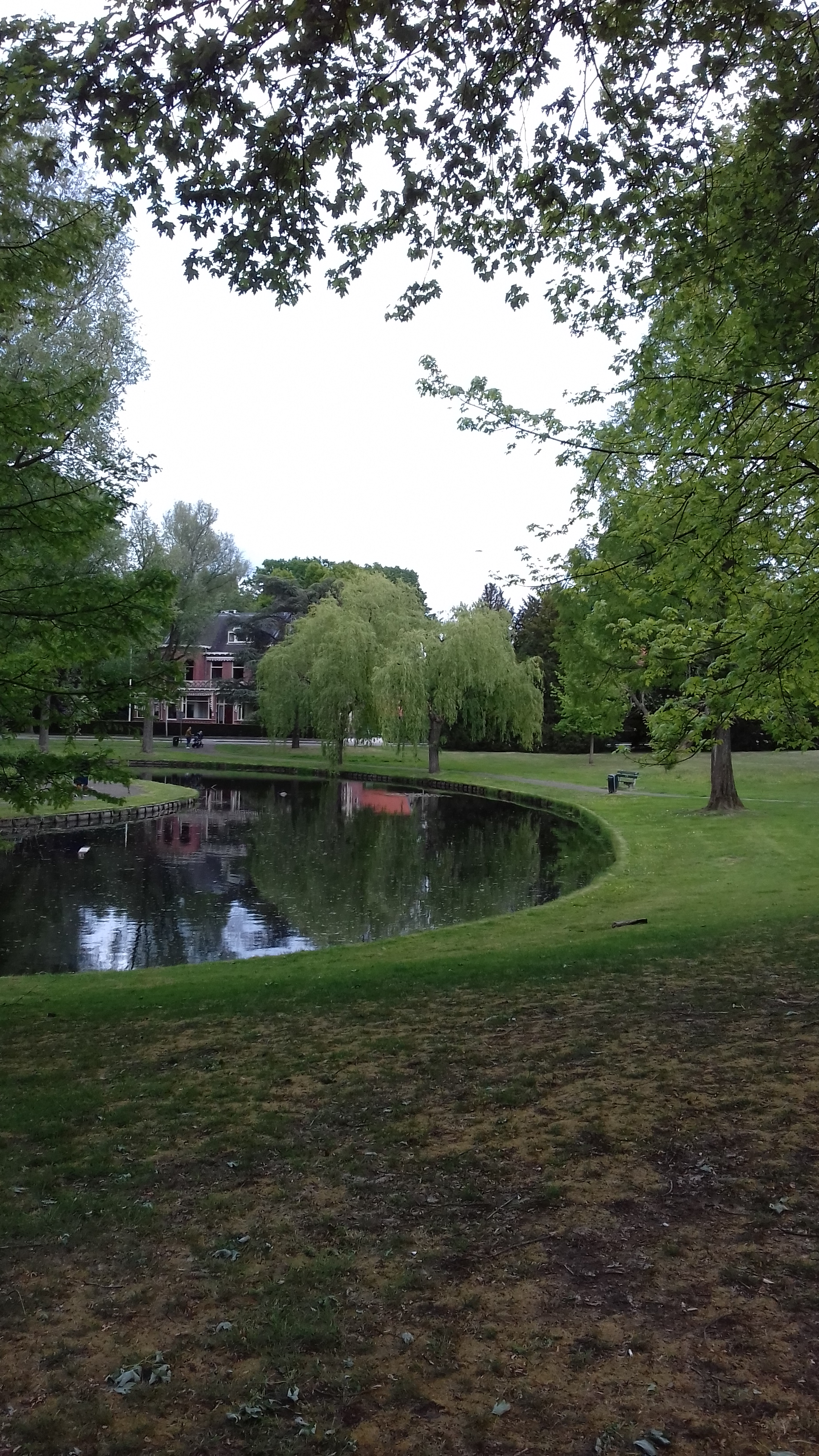
Kom van Biegel

Het Spiegel (ook wel De Spiegel, Het Spieghel en ook wel zonder lidwoord) is een wijk in Bussum in de Nederlandse gemeente Gooise Meren (provincie Noord-Holland) en een van de oudste villaparken in Nederland. Het is als villapark in de periode tussen 1874 en 1940 in fasen ontwikkeld en bestaat uit een aaneenschakeling van verschillende kleine villagebiedjes rond een historisch zandpadenpatroon.
Het Spiegel is kenmerkend voor Gooise wijken aan het einde van de 19e eeuw. Het gebied kent een duidelijke ruimtelijke samenhang door de stedenbouwkundige hoofdstructuur, het groene karakter en de overwegend vrijstaande villabebouwing.
Het Spiegel is in juli 2007 aangewezen als rijksbeschermd dorpsgezicht. Het bestemmingsplan is daar sinds 2010 mee in overeenstemming. De wijk telt dertig rijksmonumenten en 26
gemeentelijke monumenten.

## Ligging
Het Spiegel grenst in het westen aan de Hilversumse Meent, een wijk van de gemeente Hilversum die in de periode 1974-1978 gebouwd is op de voormalige meentgronden van Hilversum. Ook ten zuiden grenst de wijk aan Hilversum ter hoogte van het Spanderswoud, in het noorden aan Naarden en aan de oostzijde aan de spoorlijn Amsterdam - Zutphen.
In het zuidelijke gedeelte van Het Spiegel ligt de Kom van Biegel, een vijver en park. Het is een van de weinige openbare parken in de wijk. De Kom ontstond in 1880 toen in opdracht van J. Biegel zand werd gedolven om een heuvel aan te leggen waarop de villa 'Solitude' werd gebouwd. In 1929 is deze villa afgebroken om plaats te maken voor de huidige Villa Catalpa.
In Het Spiegel wonen ruim 5300 mensen. De wijk kent een belangenvereniging met bijna 800 leden die de Vereniging Vrienden van het Spiegel heet.

## Woonachtig geweest in Het Spiegel
- Eli Asser (1922-2019), tekstschrijver
- Floris Bakels (1915-2000), uitgever en verzetsstrijder
- Willem Cornelis Bauer (1862-1904), architect
- Karel de Bazel (1869-1923), architect
- Han Bentz van den Berg (1917-1976), acteur
- Wim de Bie (1939-2023), acteur, cabaretier, schrijver, televisiemaker
- Paul Biegel (1925-2006), kinderboekenschrijver
- Johanna Bonger (1862-1925), schoonzus van Vincent van Gogh, promotor van diens erfgoed
- Ruud Bos  (1936-2023), componist van muziek voor theater, film, tv en de Efteling
- Johan Cohen Gosschalk (1873-1912), kunstschilder, getrouwd met Johanna Bonger
- Thomas Cool (1851-1904), kunstschilder
- C.A.J. van Dishoeck (1863-1931), uitgever
- Willem Duys (1928-2011), televisiepresentator
- Frederik van Eeden (1860-1932), schrijver en arts
- Vincent Willem van Gogh (1890-1978), ingenieur, erfgenaam van kunstschilder Vincent van Gogh. Zoon van kunsthandelaar Theo van Gogh en Johanna Bonger
- Herman Gorter (1864-1924), dichter
- Bertus van Hamersveld (1896-1975), motorcoureur
- Joannes Benedictus van Heutsz (1851-1927), generaal en gouverneur van Atjeh
- Gerrit Jan van Heuven Goedhart (1901-1956), journalist, verzetsstrijder en Hoge Commissaris voor de Vluchtelingen
- Fons Jansen (1925-1991), cabaretier
- Hans Keilson (1909-2011), schrijver en psychiater
- Willem Kloos (1858-1938), dichter, voorman van stroming De Tachtigers
- Virginie Korte-van Hemel (1929-2014), CDA-politica
- Adolph Wilhelm Krasnapolsky (1834-1912), hotelier
- Cornelis Kruisweg (1868-1952), architect
- Cissy van Marxveldt (1889-1948), schrijfster, bekend geworden met Joop ter Heul
- Wim Meuldijk (1922-2007), scenarioschrijver, bekend geworden met zijn creatie Pipo de Clown
- Johannes Marius Meulenhoff (1869-1939), grondlegger uitgeversconcern Meulenhoff
- Marianne Philips (1886-1951), schrijfster, eerste vrouwelijke gemeenteraadslid in Bussum
- Henriëtte Pimentel (1876-1943), onderwijzeres, verpleegster en verzetsvrouw
- Guus Pikkemaat (1929-2018), historicus, journalist, hoofdredacteur van De Gooi- en Eemlander
- Arnold Saalborn (1888-1973), neerlandicus en schrijver
- Wouter Schatborn (1942-2010), werktuigbouwkundige en energiespecialist
- Jakob van Schevichaven (1886-1935), detectiveschrijver onder het pseudoniem, Ivans
- Hendrik Jan Schimmel (1823 -1906), bankdirecteur, schrijver en dichter
- Alphert Schimmelpenninck van der Oye (1880-1943), organisator van de Olympische Spelen van 1928 in Amsterdam
- Emile Schüttenhelm (1910-2003), omroepbestuurder NTS en NOS
- Jan Thijssen (1908-1945), verzetsstrijder
- Wim Thomassen (1909-2001), burgemeester van Rotterdam
- Jan Veth (1864-1925), kunstschilder
- Gerard Unger (1942-2018), letterontwerper
- Marjan Unger (1946-2018), kunsthistorica
- Suzanna Maria van Woensel Kooy (1875-1934), evangeliste, oprichter van de Jeugdkapel en de Spieghelkerk
- Henk van Zalinge (1922-2006), autocoureur en contrabas bouwer
- Lambertus Zijl (1866-1947), beeldhouwer

### Geschiedenis
- Bensdorp
- Bensdorpcomplex
- Majella Ziekenhuis
- Huis Unger
- Villa May Flower
- Villa Amalia
- Villa Catalpa
- Villa Bella Vista
- Villa Eikenhof
- Villa Flora
- Villa Gratia
- Villa Oud Holland
- Villa Tindal

### Cultuur
- Concordia
- Walden (kolonie)

### Natuur
- Bussums Bloei
- Cruysbergen
- Franse Kamp
- Franse Kampheide
- Gijzenveen
- Koedijk (natuurgebied)
- Laegieskamp
- Luije Gat

### Onderwijs
- Sint-Vituscollege
- Willem de Zwijger College

### Openbaar vervoer
- Station Bussum Zuid
- Station Naarden-Bussum

### Religie
- Remonstrantse kerk (Bussum)
- Spieghelkerk

### Sport
- BFC (Bussum)
- Gooische Hockey Club